# Vectorman 2
Vectorman 2 is een computerspel dat werd ontwikkeld door BlueSky Software en uitgegeven door Sega. Het spel kwam in 1996 uit de Sega Mega Drive. In 2012 volgde ook een release voor Microsoft Windows. Het spel is de opvolger van Vectorman. 

## Platforms
| Jaar | Platform        |
| ---- | --------------- |
| 1996 | Sega Mega Drive |
| 2012 | Windows         |

Het spel maakt ook onderdeel uit van de Sonic Gems Collection dat in 2005 uitkwam voor de GameCube en de PlayStation 2.

## Ontvangst
| Beoordeeld door       | Platform        | Datum           | Score |
| --------------------- | --------------- | --------------- | ----- |
| Sega-16.com           | Sega Mega Drive | 26 mei 2005     | 90%   |
| Electric Playground   | Sega Mega Drive | 1996            | 90%   |
| IGN                   | Sega Mega Drive | 2004            | 82%   |
| The Video Game Critic | Sega Mega Drive | 13 januari 2014 | 67%   |

## Trivia
- Het spel is opgenomen in het boek 1001 Video Games You Must Play Before You Die van Tony Mott.